# Dellroy, Ohio
Dellroy là một làng thuộc quận Carroll, tiểu bang Ohio, Hoa Kỳ. Năm 2010, dân số của làng này là 356 người.

## Dân số
- Dân số năm 2000: 294 người.
- Dân số năm 2010: 356 người.